# Taharana curvata
Taharana curvata är en insektsart som beskrevs av Nielson 1982. Taharana curvata ingår i släktet Taharana och familjen dvärgstritar. Inga underarter finns listade i Catalogue of Life.